# Duwamish (1909)
Pour les articles homonymes, voir Duwamish.
Duwamish a été l'un des plus puissants bateau-pompe des États-Unis durant ses 75 ans de service. Il est l'un des plus vieux après le Edward M. Cotter  de Buffalo dans l'État de New York.

## Carrière
Duwamish a été construit en 1909 pour le Service d'incendie de Seattle à Richmond Beach, Washington, juste au nord de Seattle. Il était propulsé par 2 machines à vapeur capables d'une vitesse de 10,5 nœuds (19,4 km/h). Il était équipé de trois pompes American LaFrance pouvant déverser 0,189 m³ à la seconde  
Le 30 juillet 1914, Duwamish a été impliqué dans la lutte contre l'incendie sur le Grand Trunk Pacific dock (en)  de Seattle. Dans les années 1930, par mesure d'économie, le conseil municipal de Seattle a ordonné que le Duwamish soit utilisé comme remorqueur pour le service des ordures.
Après une refonte en 1949, les nouvelles pompes avaient un débit de 1,438 m³ par seconde. Cette capacité a été dépassée seulement en 2003 par le Los Angeles Fire Department avec le Warner L. Lawrence (fireboat) (en) qui délivre 2,397 m³/s

## Statut actuel
Retraité en 1985, Duwamish a été acheté par la Fondation Puget Sound Fireboat. Il est amarré en permanence au niveau des navires historiques au Museum of History & Industry (MOHAI) (en) à South Lake Union Park à Seattle. Les visiteurs peuvent monter à bord du navire lorsque le personnel bénévole est disponible. 

Duwamish a été déclaré monument historique national en 1989. Il est l'emblème de la ville.